# Red Hat Enterprise Linux
Red Hat Enterprise Linux (RHEL) és una distribució comercial de Linux de codi obert desenvolupada per Red Hat per al mercat comercial. Red Hat Enterprise Linux es publica en versions de servidor per a x86-64, Power ISA, ARM64 i IBM Z i una versió d'escriptori per a x86-64. Fedora Linux serveix com a font ascendent. Tot el suport i la formació oficials de Red Hat, juntament amb el Programa de certificació de Red Hat, se centra en la plataforma Red Hat Enterprise Linux.
La primera versió de Red Hat Enterprise Linux amb el nom va sortir al mercat com a "Red Hat Linux Advanced Server". El 2003, Red Hat va canviar el nom de Red Hat Linux Advanced Server a "Red Hat Enterprise Linux AS" i va afegir dues variants més, Red Hat Enterprise Linux ES i Red Hat Enterprise Linux WS.
Red Hat utilitza regles estrictes de marques comercials per restringir la redistribució gratuïta de les seves versions oficialment compatibles de Red Hat Enterprise Linux però encara proporciona lliurement el seu codi font. Els derivats de tercers es poden crear i redistribuir eliminant components no lliures com les marques comercials de Red Hat. Alguns exemples inclouen distribucions compatibles amb la comunitat com Rocky Linux i AlmaLinux, i forks comercials com Oracle Linux.
La subscripció a Red Hat Enterprise Linux Server està disponible sense cap cost per a finalitats de desenvolupament. Els desenvolupadors s'han de registrar al programa per a desenvolupadors de Red Hat i acceptar els termes de llicència que prohibeixen l'ús de producció. Aquesta subscripció gratuïta per a desenvolupadors es va anunciar el 31 de març de 2016.
També hi ha edicions "acadèmiques" de les variants d'escriptori i servidor. S'ofereixen a escoles i estudiants, són menys costosos i disposen de suport tècnic de Red Hat com a complement opcional. El suport web basat en el nombre de contactes del client es pot comprar per separat.
Sovint s'assumeix que la marca ES, AS i WS signifiquen "Entry-level Server", "Advanced Server" i "Work Station", respectivament. La raó d'això és que el producte ES és, de fet, el producte de servidor empresarial base de l'empresa, mentre que AS és el producte més avançat. Tanmateix, enlloc del seu lloc o de la seva literatura Red Hat diu què signifiquen AS, ES i WS.
A Red Hat Enterprise Linux 5 hi ha noves edicions que substitueixen l'antic Red Hat Enterprise Linux AS/ES/WS/Desktop: